# Sistema de notación musical de Helmholtz

Denominación de varios dos mediante el sistema de Helmholtz.

El sistema de notación de Helmholtz es un sistema de notación musical para darle nombre a las notas de la escala cromática de la música occidental.
Fue desarrollado por el médico y físico alemán Hermann von Helmholtz (1821-1894), quien utilizó una combinación de letras mayúsculas y minúsculas (de la A a la G), y los símbolos prima (′) y subprima (͵) para describir cada nota individual de las distintas octavas.
La notación alemana es uno de los tres sistemas formales de notación para nombrar las notas, siendo los otros
- la notación anglosajona (que utiliza letras: C, D, E, F, G, A y B) y
- la notación latina (que utiliza palabras: do, re, mi, fa, sol, la y si).

Como sistema de índice acústico, el de Helmholtz es uno de los tres índices registrales para nombrar las octavas, siendo los otros
- el índice acústico científico (que considera que el do audible más grave se llama do0 y por lo tanto el do central del piano se llama do4) y
- el índice acústico franco-belga (que considera que el do audible más grave se llama do–1 y por lo tanto el do central del piano se llama do3).[2]

## Historia
Helmholtz desarrolló este sistema con el fin de definir las notas con precisión en su obra clásica sobre acústica Die Lehre von den Tonempfindungen als physiologische Grundlage für die Theorie der Musik (1863, ‘la ciencia de las sensaciones del tono como una base fisiológica para la teoría de la música’).
El sistema es utilizado por los músicos de Alemania. A principios del siglo XX se utilizó en el ámbito médico cuando se habla de los aspectos científicos del sonido en relación con el sistema auditivo. Ahora ha sido reemplazado por la notación científica.

## Utilización
La escala de Helmholtz siempre comienza en la nota C y termina en B (C, D, E, F, G, A y B). La nota C se muestra en octavas diferentes, utilizando letras mayúsculas para las notas graves, y letras minúsculas para las notas agudas, y la adición de las subprimas y primas en la siguiente secuencia:
C͵͵ C͵ C c c′ c″ c″′ (o ͵͵C ͵C C c c′ c″ c″′) y así sucesivamente.
En este sistema, el do central se denomina c′, por lo tanto su octava está conformada por las notas
- c′
- d′
- e′
- f′
- g′
- a′ y
- b′.

A cada octava también se le puede dar un nombre basado en el «método alemán» (ver más abajo). Por ejemplo, la octava desde c′ hasta b′ se llama «octava de una línea».

### Variaciones del sistema de Helmholtz
- La notación inglesa de múltiples C utiliza varias letras C repetidas en lugar del símbolo de subprima. Por lo tanto C͵ se puede ver escrita como CC.[4]
- El método alemán sustituye las primas con una barra horizontal encima de la letra.[4]
- La notación ABC, que actualmente se utiliza principalmente para la música tradicional occidental, especifica las octavas con letras mayúsculas y minúsculas, comas y apóstrofos, de manera similar a la notación de Helmholtz.
- La notación musical científica es un sistema similar al de Helmholtz que sustituye las primas y subprimas con números enteros.

## Representación en el pentagrama
Este diagrama muestra ejemplos de la nota más grave y más aguda de cada octava, dando su nombre en el sistema de Helmholtz (con letras y primas), y en el método alemán de nomenclatura de octavas. (La octava por debajo de la contraoctava se conoce como sub-contra octave, ‘subcontraoctava’).
- contra octave: contraoctava
- great octave: gran octava
- small octave: pequeña octava
- one-line octave: octava de una línea
- two-line octave: octava de dos líneas
- three-line octave: octava de tres líneas